# Oberndorf bei Schwanenstadt
Oberndorf bei Schwanenstadt osztrák község Felső-Ausztria Vöcklabrucki járásában. 2018 januárjában 1416 lakosa volt.

## Elhelyezkedése

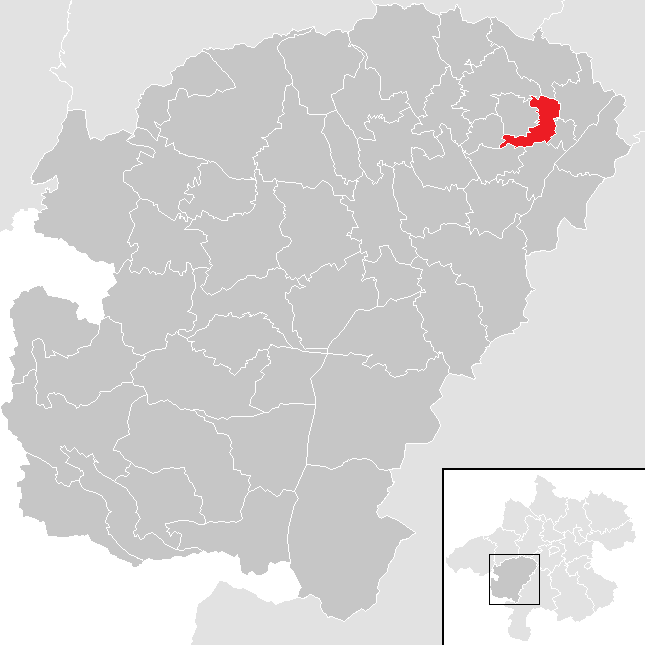
Oberndorf bei Schwanenstadt a Vöcklabrucki járásban

Oberndorf bei Schwanenstadt Felső-Ausztria Hausruckviertel régiójában fekszik a Weissbach folyó mentén. Egyéb fontos folyóvize a Schwanenbach. Területének 4,9%-a erdő, 80,3% áll mezőgazdasági művelés alatt. Az önkormányzat 7 falut és településrészt egyesít: Edt (29 lakos 2018-ban), Kaiseredt (142), Kochlöffling (19), Lebertsham (223), Niederholzham (225), Oberndorf (667) és Winkl (111).
A környező önkormányzatok: északra Niederthalheim, északkeletre Schlatt, keletre Schwanenstadt, délre Redlham, délnyugatra Pühret, nyugatra Rutzenham, északnyugatra Pitzenberg és Atzbach. A község Pitzenberggel, Pührettel és Rutzenhammal közös polgármesteri hivatalt tart fenn, amely Oberndorfban található. 

## Története
Oberndorf területe eredetileg a Bajor Hercegség keleti határvidékén feküdt, a 12. században került át Ausztriához. Az Osztrák Hercegség 1490-es felosztásakor az Enns fölötti Ausztria része lett. 
A napóleoni háborúk során a falut több alkalommal megszállták.
A köztársaság 1918-as megalakulásakor Oberndorfot Felső-Ausztria tartományhoz sorolták. Miután Ausztria 1938-ban csatlakozott a Német Birodalomhoz, az Oberdonaui gau része lett; a második világháború után visszakerült Felső-Ausztriához.

## Lakosság
Az Oberndorf bei Schwanenstadt-i önkormányzat területén 2018 januárjában 1416 fő élt. A lakosságszám 1939 óta gyarapodó tendenciát mutat. 2016-ban a helybeliek 93,4%-a volt osztrák állampolgár; a külföldiek közül 1% a régi (2004 előtti), 1,3% az új EU-tagállamokból érkezett. 2,7% a volt Jugoszlávia (Szlovénia és Horvátország nélkül) vagy Törökország, 1,5% egyéb országok polgára. 2001-ben a lakosok 84,5%-a római katolikusnak, 7,3% evangélikusnak, 1,3% ortodoxnak, 1,7% mohamedánnak, 3,9% pedig felekezeten kívülinek vallotta magát.

## Látnivalók
- Oberndorf temploma 1961-ben épült

## Fordítás
- Ez a szócikk részben vagy egészben  az   Oberndorf bei Schwanenstadt című német Wikipédia-szócikk ezen változatának fordításán alapul.  Az eredeti cikk szerkesztőit annak laptörténete sorolja fel. Ez a jelzés csupán a megfogalmazás eredetét és a szerzői jogokat jelzi, nem szolgál a cikkben szereplő információk forrásmegjelöléseként.